# Peter Dempsey
Peter Dempsey (* 31. März 1986 in Dublin) ist ein irischer Automobilrennfahrer. Er nahm von 2011 bis 2013 an einigen Rennen der Indy Lights teil.

## Karriere
Dempsey begann seine Motorsportkarriere 1995 im Kartsport, in dem er bis 2000 aktiv blieb. 2004 wechselte er in den Formelsport und wurde 22. in der britischen Formel BMW. 2005 trat er in der nordirischen Formel Ford 1600 an und gewann den Meistertitel. 2006 wechselte Dempsey in die britische Formel Ford. Er gewann vier Rennen und beendete die Saison auf dem dritten Gesamtrang. Außerdem nahm er 2005 und 2006 an einigen Formel-Ford-Einzelveranstaltungen teil. 2007 trat er nur zu zwei Rennen der britischen Formel Ford an. Darüber hinaus nahm er an mehreren Einzelveranstaltungen der Formel Ford teil und gewann vier dieser Events.
2008 wechselte Dempsey nach Nordamerika in die Star Mazda Series zu Andersen Racing. Er entschied vier von zwölf Rennen für sich und schloss die Saison hinter John Edwards und Joel Miller auf dem dritten Platz ab. Außerdem nahm er an je zwei Rennen der britischen Formel Ford und der F2000 Championship Series teil. 2009 blieb Dempsey in der Star Mazda Series und ging für AIM Motorsport an den Start. Mit fünf Siegen aus dreizehn Rennen verlor Dempsey das Titelduell gegen Adam Christodoulou mit 461 zu 473 Punkten. 2010 fand Dempsey kein Cockpit für eine komplette Saison und er trat zu einem Rennen der American Le Mans Series sowie zu Formel-Ford-Einzelveranstaltungen an.
2011 wechselte Dempsey in die Indy Lights. Zunächst nahm er an fünf Veranstaltungen für O2 Racing Technology teil, anschließend absolvierte er fünf Rennen für Andretti Autosport. Dempsey beendete vier Rennen auf dem Podium. Ein zweiter Platz war sein bestes Ergebnis. Am Saisonende lag er auf dem zehnten Gesamtrang. 2012 war Dempsey erneut als Teilzeit-Pilot in der Indy Lights aktiv. Zunächst bestritt er zwei Rennen für Younessi Racing, zum Ende der Saison absolvierte er die letzten fünf Rennen für Belardi Auto Racing. Mit einem vierten Platz als bestes Resultat wurde er Gesamtelfter. 2013 erhielt Dempsey ein Vollzeitcockpit in der Indy Lights bei Belardi Auto Racing. Beim Freedom 100 auf dem Indianapolis Motor Speedway gewann er sein erstes Indy-Lights-Rennen. Mit einem Vorsprung von 0,0026 Sekunden stellte Dempsey damit den Rekord für die engste Zielankunft auf der Strecke auf. Bei drei Rennen wurde er Zweiter. Obgleich er der beste Pilot seines Teams war, verlor er sein Cockpit zwei Rennen vor Saisonende. Eines der zwei letzten Rennen fuhr er für das Team Moore Racing. Dempsey beendete die Saison auf dem fünften Gesamtrang.

## Karrierestationen
| - 1995–2000: Kartsport - 2004: Britische Formel BMW (Platz 22) - 2005: Nordirische Formel Ford 1600 (Meister) - 2006: Britische Formel Ford (Platz 3) - 2007: Britische Formel Ford | - 2008: Star Mazda Series (Platz 3) - 2008: F2000 Championship Series - 2008: Britische Formel Ford - 2009: Star Mazda Series (Platz 2) - 2010: American Le Mans Series | - 2011: Indy Lights (Platz 10) - 2012: Indy Lights (Platz 11) - 2013: Indy Lights (Platz 5) |